# Lista hrabstw w stanie Connecticut
Poniżej przedstawiono listę hrabstw w stanie Connecticut. Stan Connecticut podzielony jest na 8 hrabstw. Hrabstwa w stanie Connecticut nie mają stolic, ponieważ są one jednostkami geograficznymi, a nie samorządowymi.

## Lista alfabetyczna
| Nazwa               | Kod FIPS | Powierzchnia całkowita (km²) | Powierzchnia lądowa (km²) | Powierzchnia wodna (km²) | Populacja (2000) | Gęstość zaludnienia (os/km²) (2000) | Położenie na mapie |
| ------------------- | -------- | ---------------------------- | ------------------------- | ------------------------ | ---------------- | ----------------------------------- | ------------------ |
| Hrabstwo Fairfield  | 09001    | 2167,72                      | 1620,81                   | 546,88                   | 882 567          | 544,5                               |                    |
| Hrabstwo Hartford   | 09003    | 1943,97                      | 1904,78                   | 39,19                    | 857 183          | 450,0                               |                    |
| Hrabstwo Litchfield | 09005    | 2446,43                      | 2382,58                   | 63,84                    | 182 193          | 76,5                                |                    |
| Hrabstwo Middlesex  | 09007    | 1137,19                      | 956,38                    | 180,81                   | 155 071          | 162,1                               |                    |
| Hrabstwo New Haven  | 09009    | 2232,62                      | 1568,60                   | 664,02                   | 824 008          | 525,3                               |                    |
| Hrabstwo New London | 09011    | 1998,59                      | 1724,70                   | 273,89                   | 259 088          | 150,2                               |                    |
| Hrabstwo Tolland    | 09013    | 1080,05                      | 1062,08                   | 17,97                    | 136 364          | 128,4                               |                    |
| Hrabstwo Windham    | 09015    | 1350,60                      | 1328,02                   | 22,56                    | 109 091          | 82,2                                |                    |